# 私という運命について
『私という運命について』（わたしといううんめいについて）は、小説家・白石一文による日本の長編恋愛小説。角川書店からの書き下ろしにより、2005年4月25日に刊行された。バブル崩壊後の激動の時代を背景に、大手情報機器メーカーに女性総合職第1期生として勤務する女性の29歳から40歳までの10年を通じて女性にとっての恋愛、結婚、出産、家族、そして死について描き、女性と運命を共にした男たちの数奇な運命の軌跡を描いたラブストーリー。
2008年9月25日に角川文庫から文庫化された。
白石作品初の映像化として、WOWOWにより2014年3月にテレビドラマ化された。

## あらすじ
雪の手紙
　

黄葉の手紙
　

雷鳴の手紙
　

愛する人の声
　

## 登場人物
冬木亜紀
佐藤康

## 書誌情報
- 私という運命について（2005年4月25日、角川書店、ISBN 978-4-04-873607-7）[2]
- 私という運命について（2008年9月25日、角川文庫、ISBN 978-4-04-372004-0）[5]

## テレビドラマ
WOWOWの「連続ドラマW」枠で2014年3月23日から4月20日まで日曜 22時00分から22時54分に放送された。連続5回 。瀧本智行監督、岡田恵和脚本。主演は永作博美。第31回ATP賞テレビグランプリドラマ部門最優秀賞受賞作。

### キャスト
- 冬木亜紀（女性総合職第1号） - 永作博美
- 佐藤康（亜紀の同僚で元恋人） - 江口洋介[7]
- 佐藤佐智子（康の母） - 宮本信子[7]
- 稲垣純平（亜紀の恋人）- 池内博之
- 冬木雅人（亜紀の弟）- 三浦貴大
- 冬木沙織（雅人の妻）- 太田莉菜
- 大坪亜里沙（康の妻）- 藤澤恵麻
- 冬木四郎（亜紀の父）- 塩見三省
- 冬木孝子（亜紀の母）- 森山良子

### スタッフ
- 原作 - 白石一文 『私という運命について』（角川文庫刊）
- 監督 - 瀧本智行
- 脚本 - 岡田惠和
- 音楽 - 稲本響
- プロデューサー - 岡野真紀子、黒沢淳
- 製作 - WOWOW、テレパック

### 放送日程
| 放送回 | 放送日  |
| ------ | ------- |
| 第1話  | 3月23日 |
| 第2話  | 3月30日 |
| 第3話  | 4月06日 |
| 第4話  | 4月13日 |
| 最終話 | 4月20日 |

- 第1回は22:00 - 23:30に拡大。

### 受賞歴
- ギャラクシー賞
  - 2014年4月度 月間賞
  - 第52回（2014年度）テレビ部門 奨励賞[11]
- 第31回ATP賞テレビグランプリ ドラマ部門 最優秀賞[10]

### 関連商品
DVD
- 連続ドラマW 私という運命について DVD-BOX（2015年3月27日、角川書店、DABA-4774）

| WOWOW 連続ドラマW                 | WOWOW 連続ドラマW                                | WOWOW 連続ドラマW                   |
| 前番組                            | 番組名                                           | 次番組                              |
| --------------------------------- | ------------------------------------------------ | ----------------------------------- |
| 地の塩 （2014年2月16日 - 3月9日） | 私という運命について （2014年3月23日 - 4月21日） | トクソウ （2014年5月11日 - 6月8日） |